# Gara Ghighiu
Gara Ghighiu este o gară care deservește municipiul Ploiești, România.
1. ↑   (PDF) https://cfr.ro/files/ddr/EN%202024/NS%202024.pdf Lipsește sau este vid: |title= (ajutor)